# Ursula Hirschmann
Ursula Hirschmann (2 de septiembre de 1913 - 8 de enero de 1991) fue una activista antifascista alemana y defensora del federalismo europeo. 

## Trayectoria
Hirschmann nació en una familia judía de clase media en Berlín. Fue hija de Carl Hirschmann y Hedwig Marcuse, estudió economía en la Universidad de Humboldt, en Berlín, junto con su hermano Albert O. Hirschman, más tarde un candidato para el premio Nobel. En 1932, se afilió a la organización de jóvenes del Partido Social-Democrático para participar en la resistencia contra el avance los nazis.
En el verano de 1933, Ursula y su hermano se mudaron a París, donde  se unieron en su camino a Eugenio Colorni, un filósofo italiano joven y socialista quien ya habían conocido en Berlín. Continuaron hacia Trieste, la ciudad natal de Colorni, donde Úrsula y él se casaron en 1935. Tuvieron tres hijas: Silvia, Renata, y Eva (quién, en 1973, se casó con el economista indio Amartya Sen). 
La pareja comenzó a estar muy comprometida con la oposición antifascista clandestina. En 1939, Eugenio estuvo arrestado y fue aislado en la isla de Ventotene. Ursula siguió a su marido allí, pero como ella no estaba arrestada, pudo viajar de nuevo a a la ciudad. 
Entre los prisioneros y amigos de Eugenio Colorni en Ventotene estaban Ernesto Rossi y Altiero Spinelli, quién, en 1941, fueron coautores del famoso Ventotene Manifesto "para una Europa libre y unida", i. e., un primer esquema de una Unión Europea democrática durante la posguerra. Ursula consiguió transportar el texto del manifiesto a la ciudad, y participó en su diseminación. Los días 27 y 28 de agosto de 1943,  participó en la fundación del Movimiento Federalista Europeo en Milán.
Habiendo escapado de Ventotene en 1943, su marido, Eugenio Colorni fue asesinado por fascistas en Roma en mayo de 1944. Después, Altiero Spinelli se convertiría en el segundo marido de Úrsula. La pareja fue a Suiza, y de allí a Roma, donde  se instalaron hasta después de la guerra. Tuvieron tres hijas: Diana, Bárbara, y Sara Spinelli.
En 1975, Ursula Hirschmann fundó la Asociación "Femmes pour l'Europa" (Mujeres por Europa) en Bruselas. A principios de diciembre de aquel año sufrió un derrame cerebral, seguido de una afasia, de qué la que nunca se recuperó completamente. Falleció el 8 de enero de 1991, en Roma.

## Impacto
El 20 de octubre de 2023, las asociaciones JEF España y JEF Illes Balears llevaron a cabo la primera edición de los Premios Ursula Hirschmann, en Palma de Mallorca, España, con el objetivo de otorgar un reconocimiento a las mujeres en la política europea y en ámbitos con escasa presencia femenina.